# Andrew Bacevich
Andrew J. Bacevich né en 1947 dans l'Illinois aux États-Unis d'Amérique est professeur de relations internationales à l'Université de Boston.
Il a écrit dans le périodique World Affairs.